# 水戸市水道低区配水塔
水戸市水道低区配水塔（みとしすいどうていくはいすいとう）は、茨城県水戸市北見町126-14にあるかつて稼働していた給水塔である。

## 概要
水戸市が昭和前期の全市域への近代的水道創設時に建設した高さ21.6メートル、直径11.2メートルの鉄筋コンクリート製給水塔である。1932年（昭和7年）から稼働開始した。同じく創設時に建設された芦山浄水場からの処理水はこの低区配水塔と、これも創設時に建設された高区配水塔の双方に送水され、低区配水塔からは水戸市の"下市（しもいち）”と呼ばれる市東部の低地地区に配水した。高区配水塔からは”上市（うわいち）”と呼ばれる市北西部の台地地区に配水しており、このような2系統に配水を分けたのは上市と下市には約24メートルの高低差があることから、2系統の方が経済的であったからである。
設計したのは津、鶴見等茨城県外の水道工事に携わり、近代水道創設にあたり水戸に招かれた後藤鶴松である。後藤はこの作品に思い入れがあったようで、起工式の日に誕生した娘に"塔美子（とみこ）"と名付けている。
モダンで様々な装飾が施された外観の低区配水塔は完成直後から名所として評判になった。現代においても国の登録有形文化財に登録されているのを始め、近代化遺産、土木遺産として様々に称えられている。
2000年（平成12年）3月に稼働終了した。稼働終了後も文化財として保存されていると共に、ライトアップなどもされている。

## 歴史

### 創設前
水戸の町は、台地にある「上市」と低地にある「下市」に大きく分かれている。江戸期には、飲料水を確保するため、上市では深井戸と湧水を利用し、下市では徳川光圀が1663年（寛文3年）に造った笠原水道及び浅井戸を利用していた。明治期に入ると、笠原水道の老朽化と井戸の衛生上の問題、利用人口増加と流水量の減少により、水道の改築が必要とされた。水戸市の水道区会は1903年（明治36年）に近代的水道の布設を議決し、1910年（明治43年）に下市全域を給水区域とする下市水道が完成した。

### 全市水道の完成

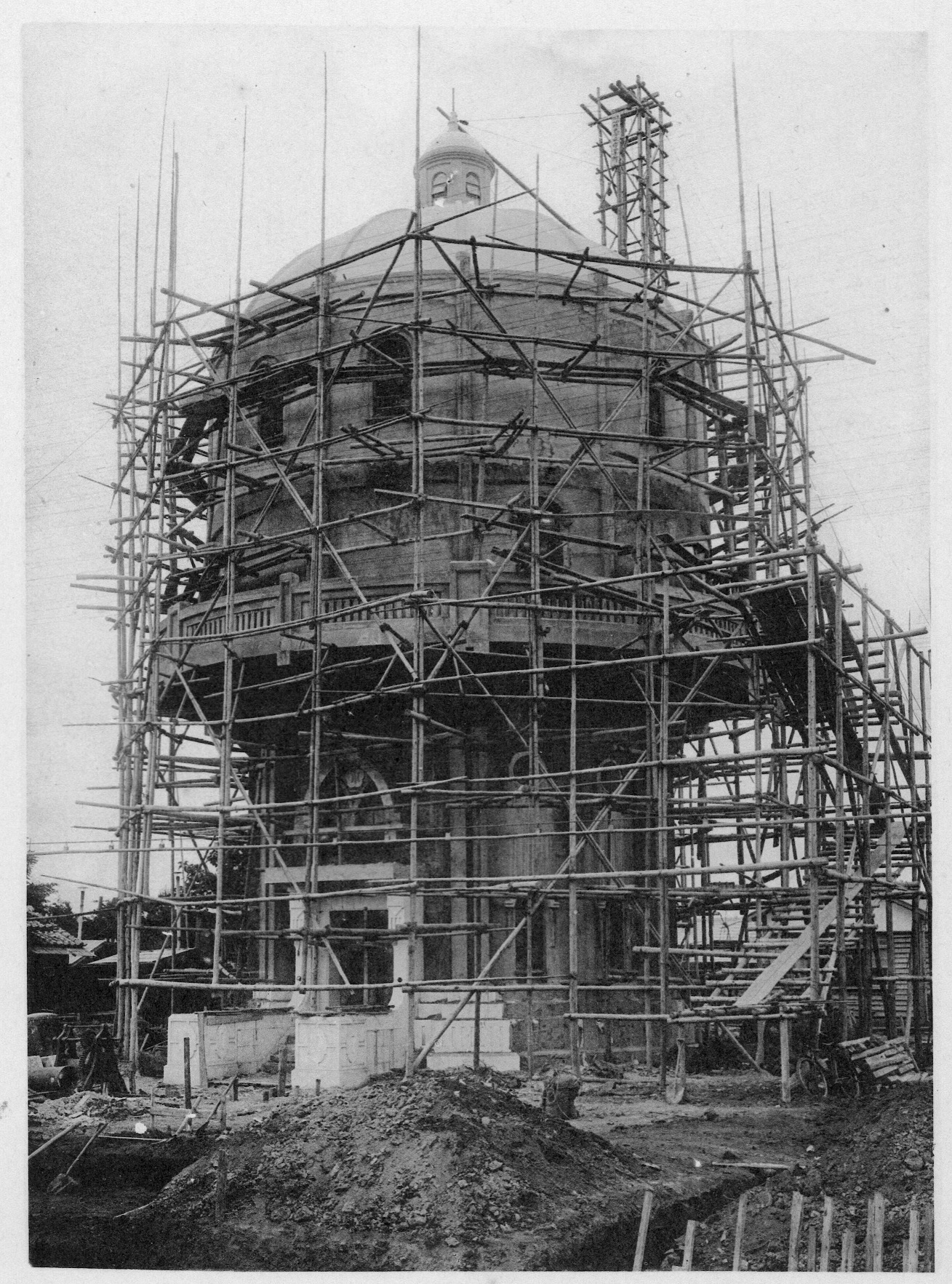
建築中の低区配水塔

1914年（大正3年）、6代目市長川田久喜は市内視察で都市に不可欠の水道が完備していないことを知り、衛生問題の改善と防火を目的とした全市水道の必要性を認めて、調査費を計上させた。下市の人口が増え水質や防火用水に不安があり、上市の井戸水が枯渇することがあったからである。
1928年（昭和3年）に8代目市長鈴木文次郎は全市水道事業の検討を命じ、1930年（昭和5年）7月に工事の認可が下りる。同年11月に工事が開始し、1932年（昭和7年）7月15日に全市水道事業の竣工式を執り行った。これによって、芦山浄水場、高区配水塔、低区配水塔、全市の配水管の整備が完了した。低区配水塔の工事は1931年（昭和6年）7月6日着手の敷地整理及び試堀工事から開始され、配水塔本体の築造工事は同年10月6日より開始された。本体築造工事以外の諸工事も並行して行われ、本体築造工事他全ての工事が1932年（昭和7年）7月10日に完了した
。
| 工事名                       | 着手年月日     | 竣工年月日      | 請負人         | 精算金額（円） |
| ---------------------------- | -------------- | --------------- | -------------- | -------------- |
| 敷地整理及び試掘工事         | 昭和6年7月6日  | 昭和6年8月15日  | 水戸市直営     | 177.310        |
| 構内排水管布設工事           | 昭和6年10月6日 | 昭和6年11月30日 | 高砂鉄鋼（株） | 762.840        |
| 築造工事                     | 昭和6年10月6日 | 昭和7年7月10日  | 高砂鉄鋼（株） | 38405.178      |
| 構内土留擁壁工事             | 昭和7年4月21日 | 昭和7年5月20日  | 高砂鉄鋼（株） | 645.858        |
| 構内周囲棚基礎工事           | 昭和7年4月20日 | 昭和7年5月15日  | 高砂鉄鋼（株） | 185.000        |
| 構内電纜及び外灯工事         | 昭和7年5月16日 | 昭和7年6月17日  | 石川清太郎     | 614.100        |
| 周囲棚及び正門通用門築造工事 | 昭和7年5月25日 | 昭和7年7月10日  | 高砂鉄鋼（株） | 4513.920       |
| 構内植樹工事                 | 昭和7年6月16日 | 昭和7年7月10日  | 西村豊吉       | 375.720        |
| 構内整備工事                 | 昭和7年6月23日 | 昭和7年7月10日  | 高砂鉄鋼（株） | 291.820        |
| 構内噴泉築造工事             | 昭和7年6月24日 | 昭和7年7月10日  | 高砂鉄鋼（株） | 200.000        |
| 水位指示計引込線工事         | 昭和7年2月1日  | 昭和7年6月20日  | 高砂鉄鋼（株） | 190.000        |
| 精算金額計                   | 精算金額計     | 精算金額計      | 精算金額計     | 46361.746      |

設計と工事監督は後藤鶴松で、予算は51159円、実際にかかった工事費は46361.746円（2022年の価格に相当すると約4800万円。）、施工は高砂鉄工株式会社だった。

#### 設計・監督者の後藤鶴松

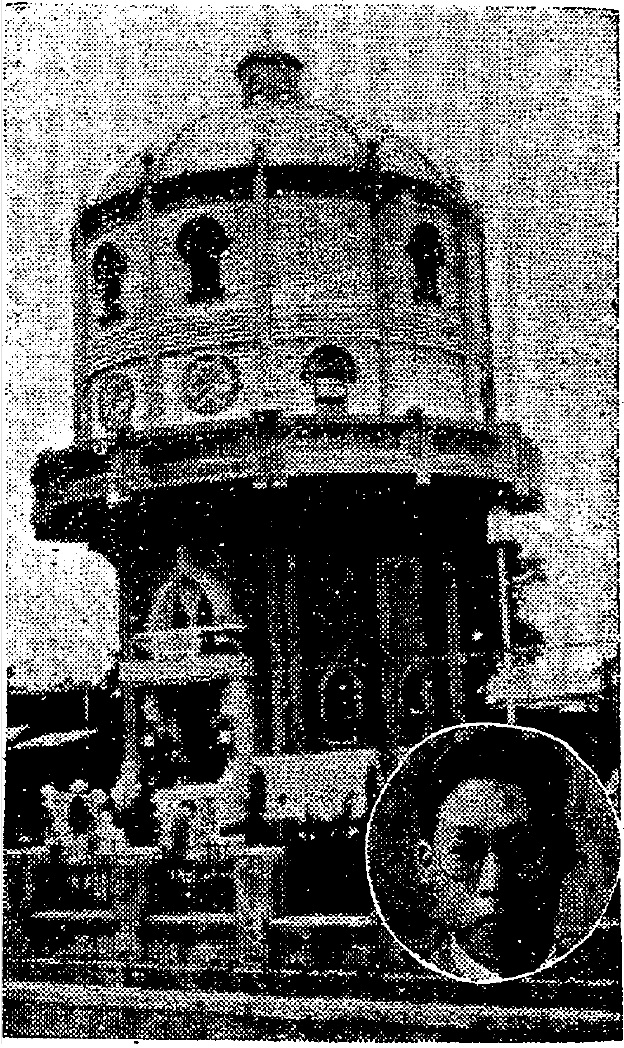
完成時の低区配水塔と設計・工事監督者の後藤鶴松（右下丸囲内）

低区配水塔の設計と工事監督をした後藤鶴松は、水戸に来る前に津、鶴見、熱海、真鶴での水道工事に携わっていた人物である。水戸の全市水道敷設にあたって、主任技手として採用され月俸100円で1930年(昭和5年)9月22日より勤めている。低区配水塔は後藤が携わった最後の建築であり、彼自身の近代都市建造物の理想が盛り込まれたものであった。全市水道が完成し役目を終えた後藤は1932年（昭和7年）8月1日付けで水戸市を解職になった。解職時の職名は配水塔工営所主任であった。後藤は低区配水塔だけではなく高区配水塔の工営主任でもあった。

### 運用後

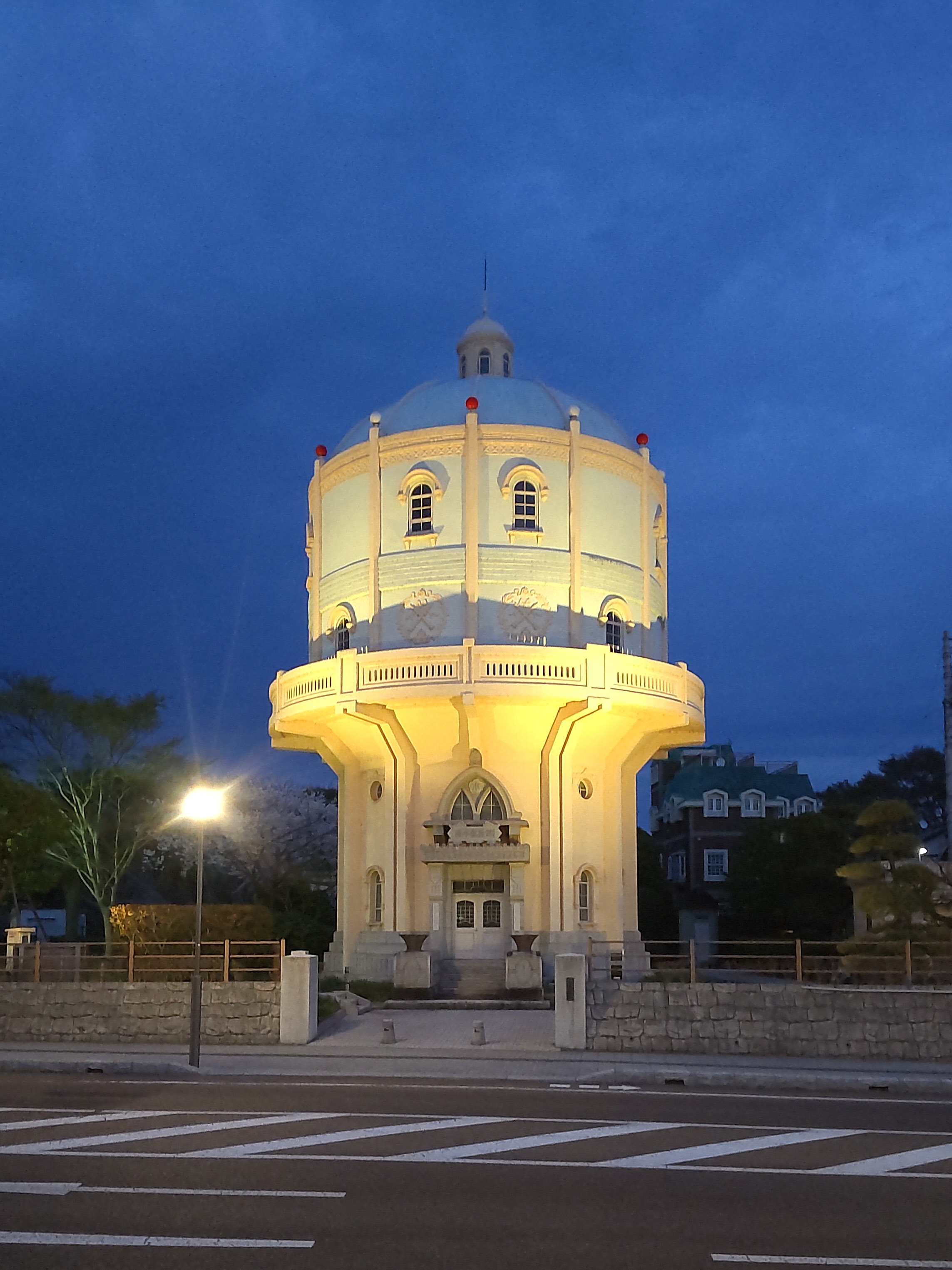
ライトアップされた低区配水塔(2023/3/29)

水圧調整施設に役目を変えて活躍していたが、2000年（平成12年）3月、耐久性の問題から運用終了した。
2005年（平成17年）9月から2006年（平成18年）2月末まで塗装工事を行い、それまでベージュだったが、建造当時の色に近い水色の塗料に塗り替えた。
敷地は公園となっている。
現在、ライトアップを行う期間がある。
隣接する三の丸緑地には、耐震型循環式飲料水貯水槽を備えており、東日本大震災時に給水を行った。

## 構造

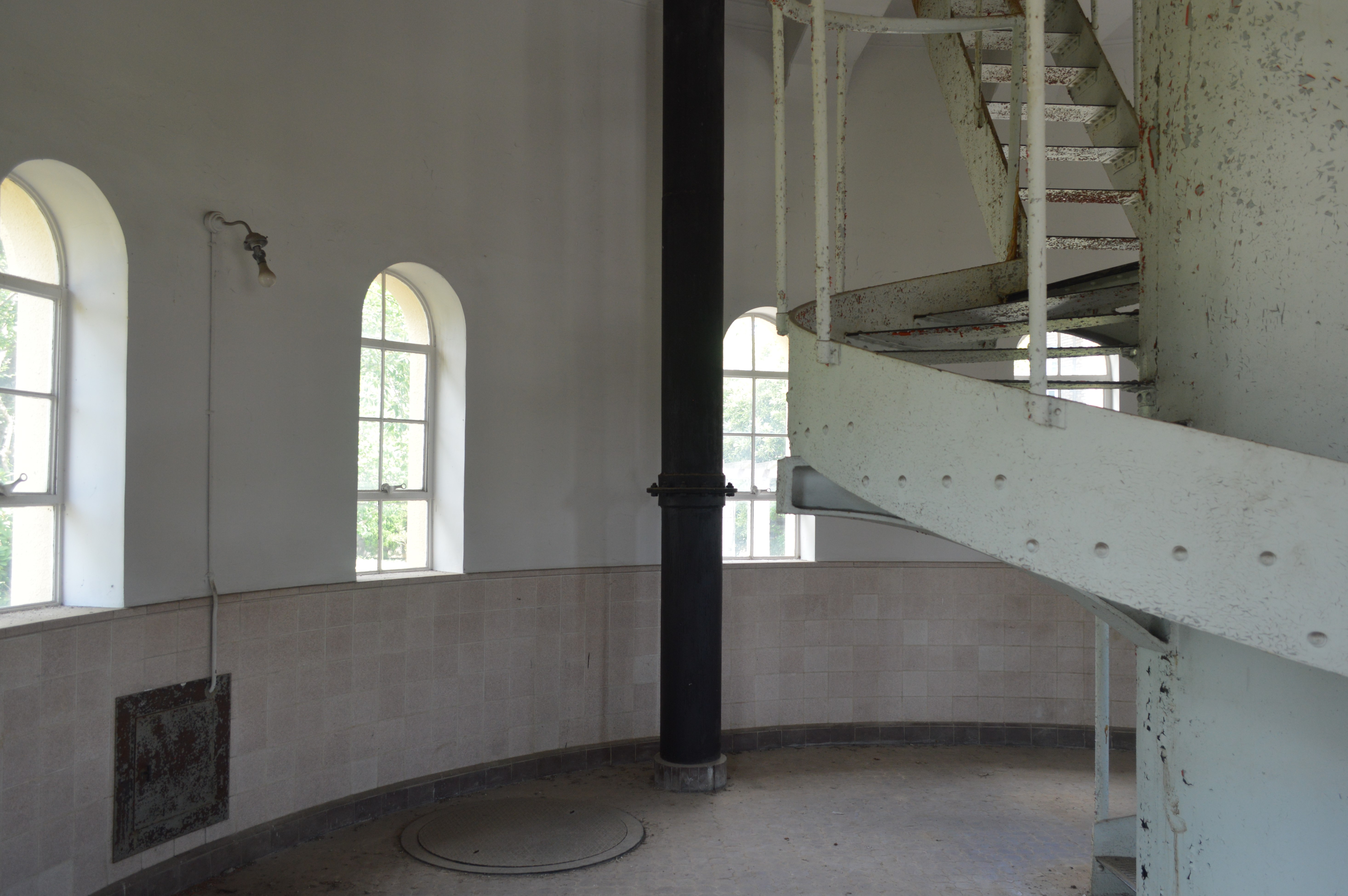
1階 事務室スペースと螺旋階段

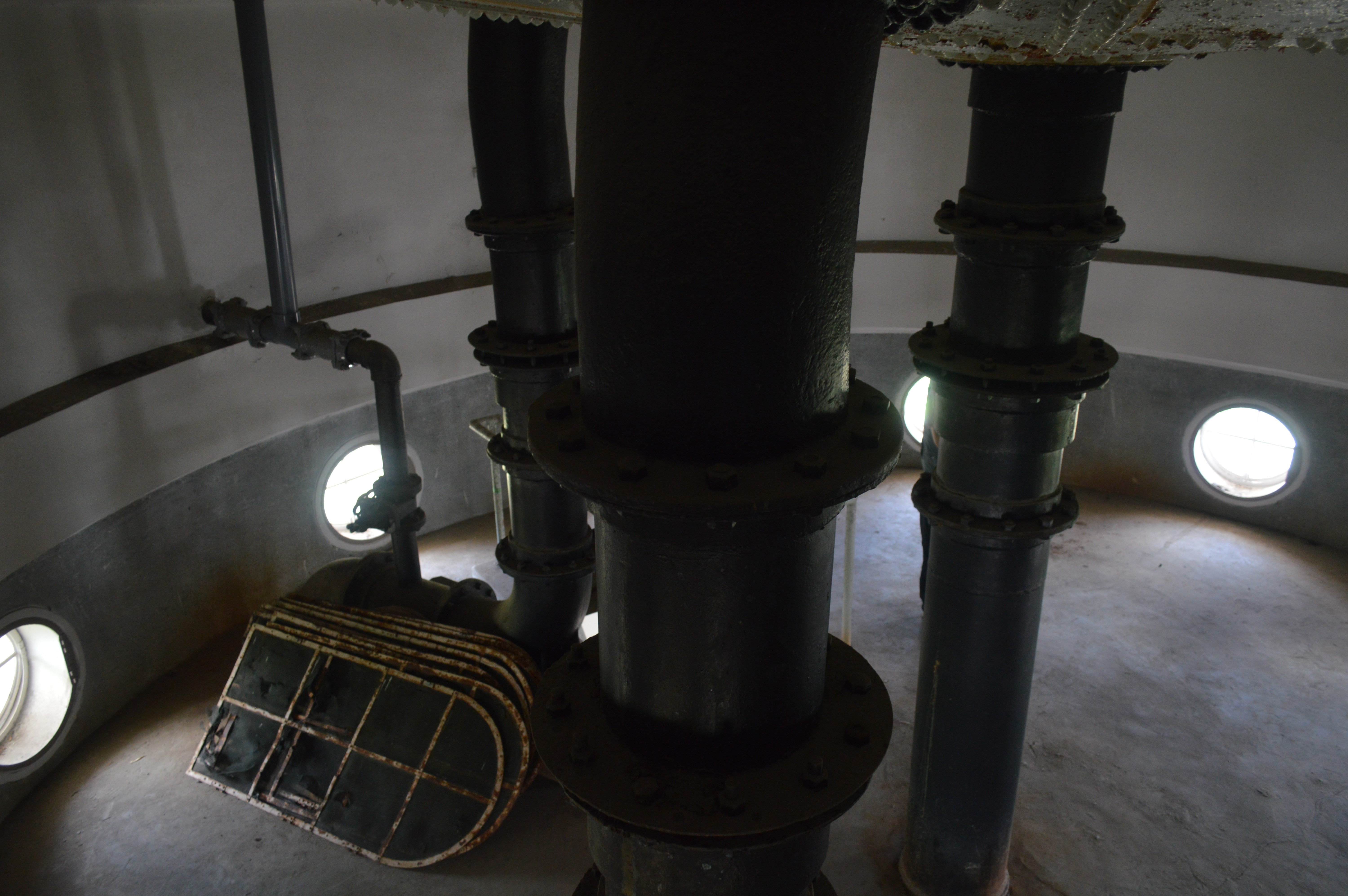
2階 水槽下部のパイプ

高さ21.6メートル、直径11.2メートルの円筒型鉄筋コンクリート造の3階建ての塔である。1階に入ると事務室として使われたスペースがある。中央には螺旋階段があり、2階に上がると天井に鉄製水槽(内径8メートル、地上満水面までの高さ15メートル、水深6.5メートル、容量358立方メートルの底面が天井をふさぐように広がる。水槽からは口径14インチの引入管と引出管、口径12インチの溢流管が付けられている。この水槽の特徴の1つとして、接合部がすべてリベット止めになっていることがあげられる。水槽の内部には水槽下部にある回廊から鉄製梯子を使って出入りが可能であった。この水槽に浄水場からくみ上げた水を最大約360トン蓄えることができた。これは一般的な家庭風呂桶およそ1200杯分にあたり、この水槽の大きさを当時の水戸市水道実施設計目論見書では「給水人口3万人ニ対スル2時間半分ノ貯水量ヲ有ス」と規定している。

### 意匠
配水塔の中央部にはバルコニー風の回廊があり、頂部には塔屋が設けられている。入口の上部には尖塔アーチがある。壁面には消防ホースを模したようなデザインのレリーフが飾られている。2005年（平成17年）には水色とクリーム色の色合いに変更された。
写真家の増田彰久は、「すぐれたデザインが多いこの時期の配水塔のなかでも際立つ意匠を持つ。機能一点張りの形ではなく、装飾がほどこされており、威圧的でなく繊細なデザインに特色がある」と評価している。
昭和初期の北三の丸には近代建築が多数建設されており、1930年（昭和5年）に茨城県庁（現在の茨城県三の丸庁舎）が、1935年（昭和10年）に茨城会館（現在の茨城県立図書館の場所）が竣工している。

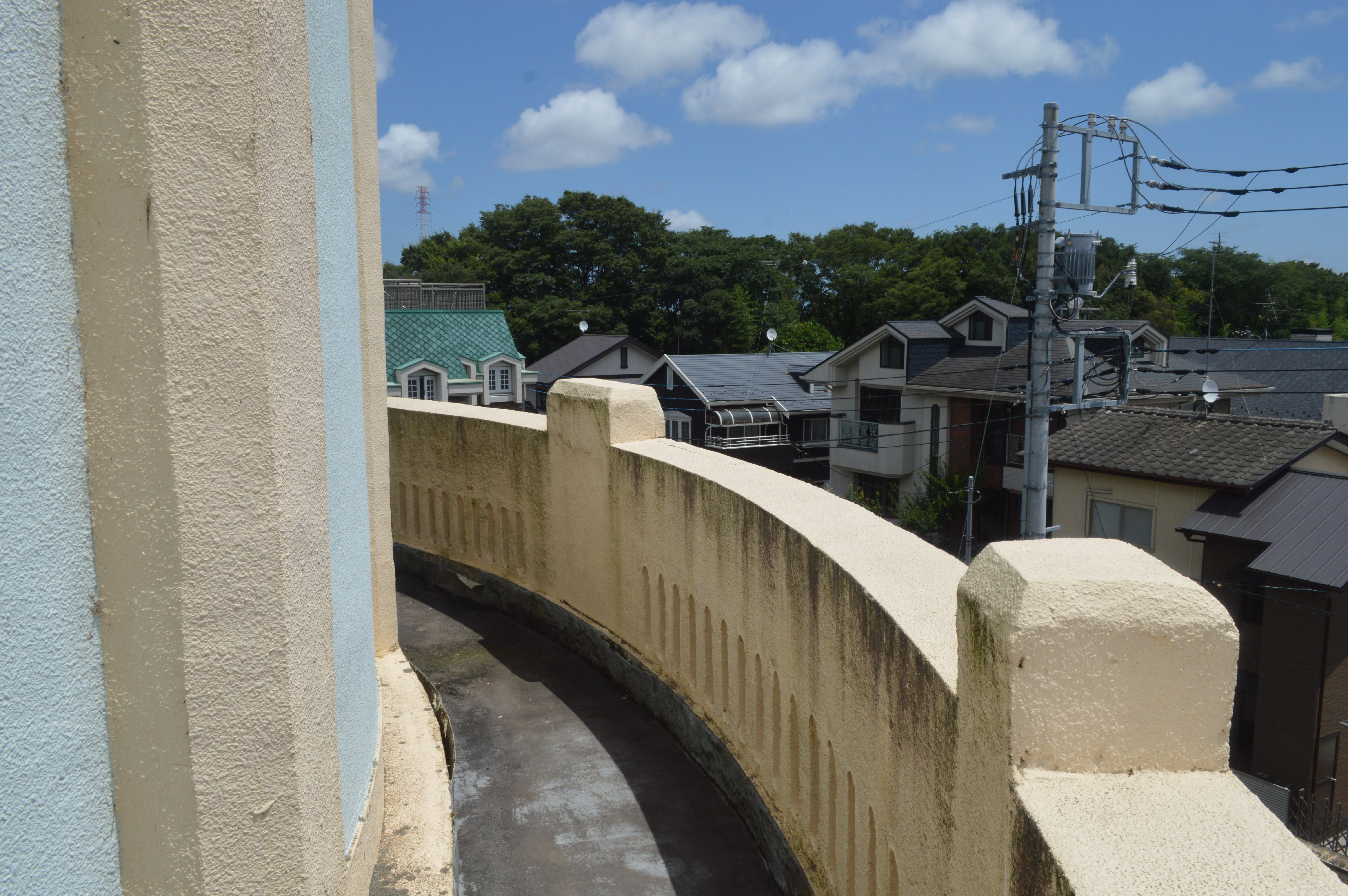
バルコニー
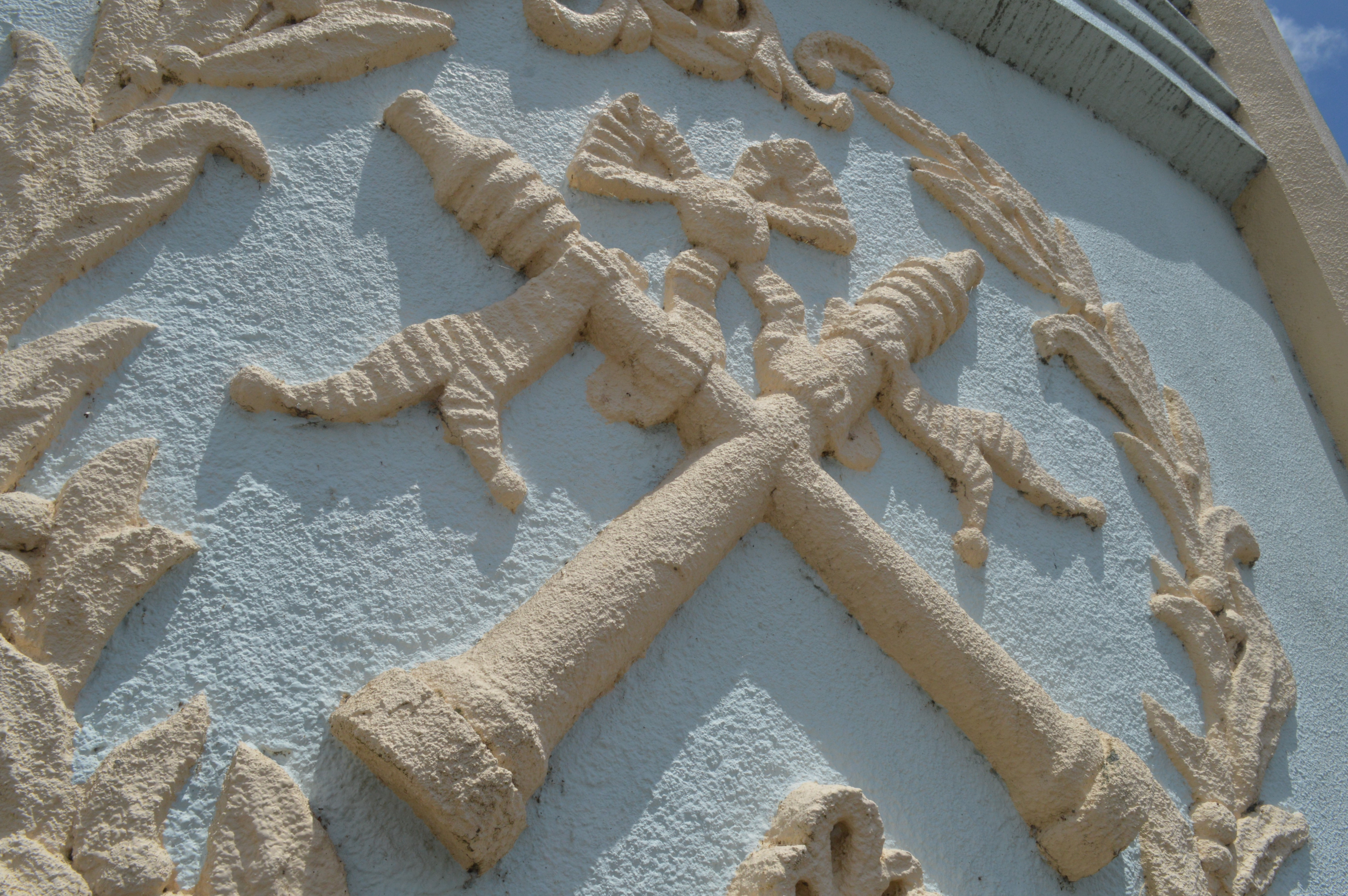
外壁面レリーフ
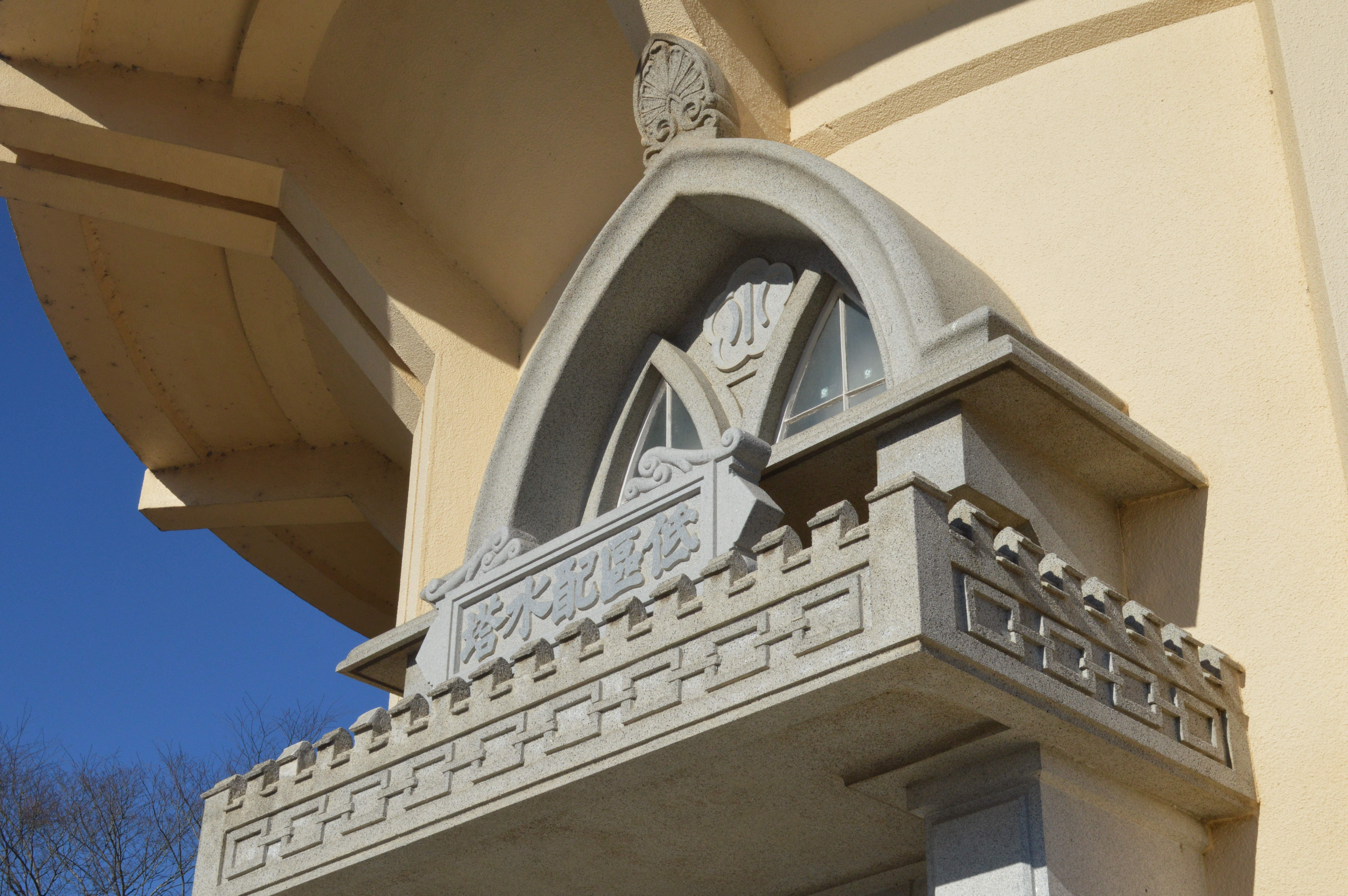
入口上部装飾

### 敷地内構造物
敷地内に以下の構造物がある。
- 流量計室[26]

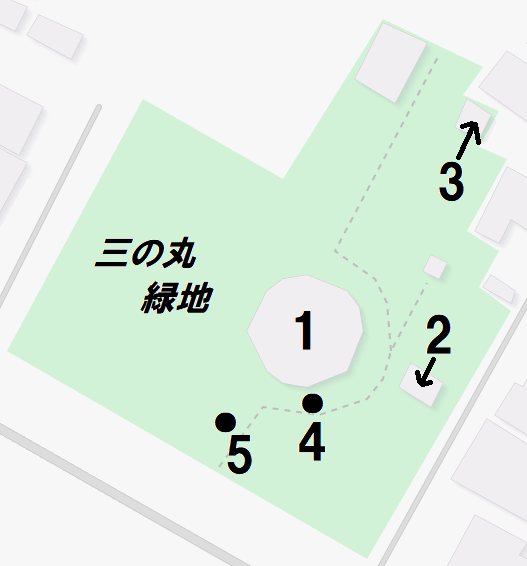
低区配水塔敷地図
1=配水塔本体
2=流量計室
3=鍛冶舎
4=国登録有形文化財レリーフ碑及び土木学会選奨土木遺産レリーフ碑
5＝竜頭共用栓

- 鍛冶舎--茶室風の建物。つるはしなどの道具をこの中で修理していた[26]。
- 竜頭共用栓（竜頭栓）のレプリカ--明治時代に下市の街角で市民に使われていた公設共用栓のレプリカ[27][28]。同じ物が笠原水道と本町のハミングロードにも設置されている[29]。
- 国登録有形文化財レリーフ碑。土木学会選奨土木遺産レリーフ碑。--

かっては噴水も敷地内にあった。
本体の西側は1999年（平成11年）3月1日に公園、「三の丸緑地」（水戸市北見町126-32。0.5ヘクタール）となっている。三の丸緑地の地下には災害用として容量100立方メートルの耐震型循環式飲料水貯水槽が設置されており、2011年の東日本大震災時には給水を行った。

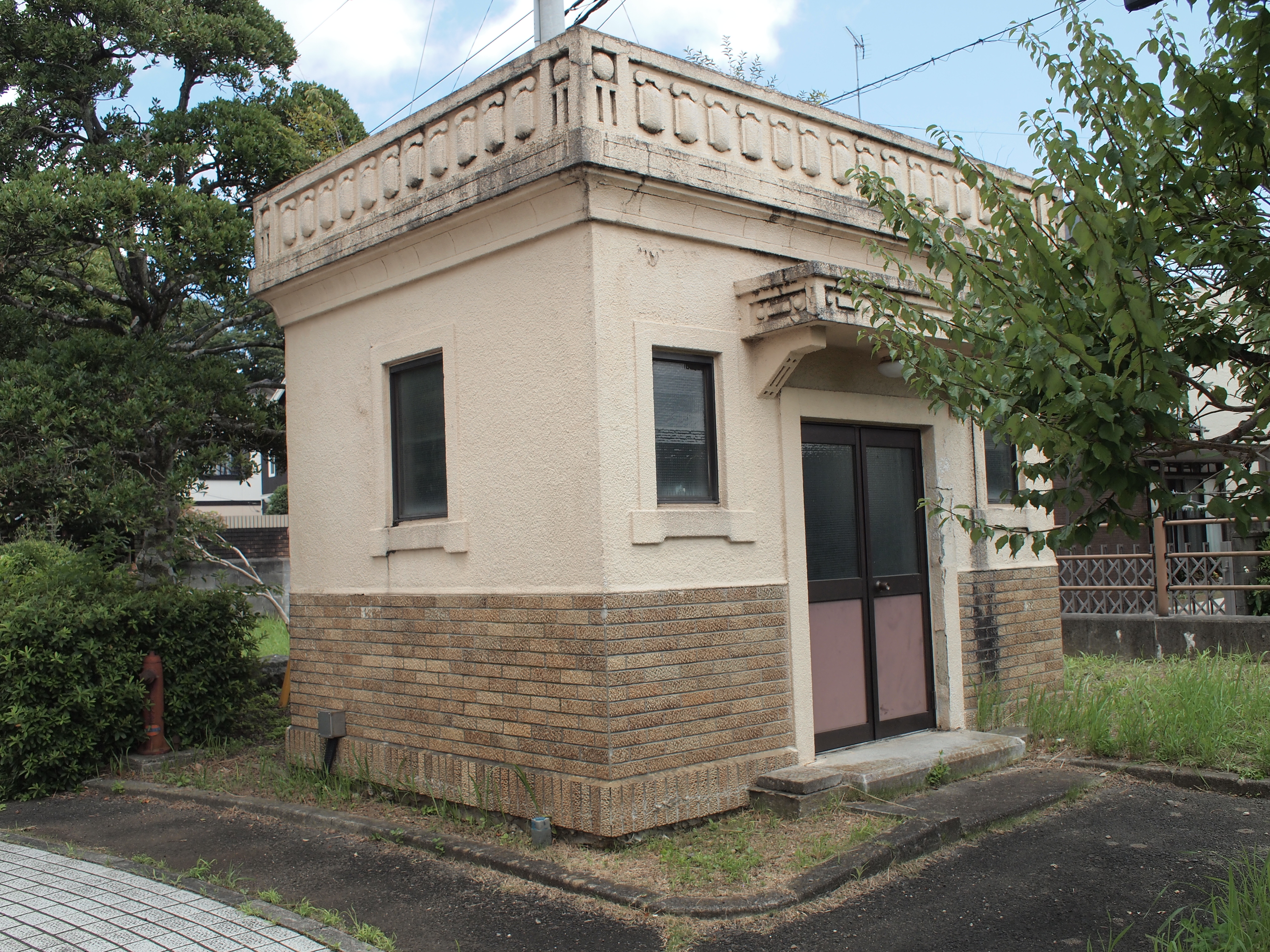
流量計室
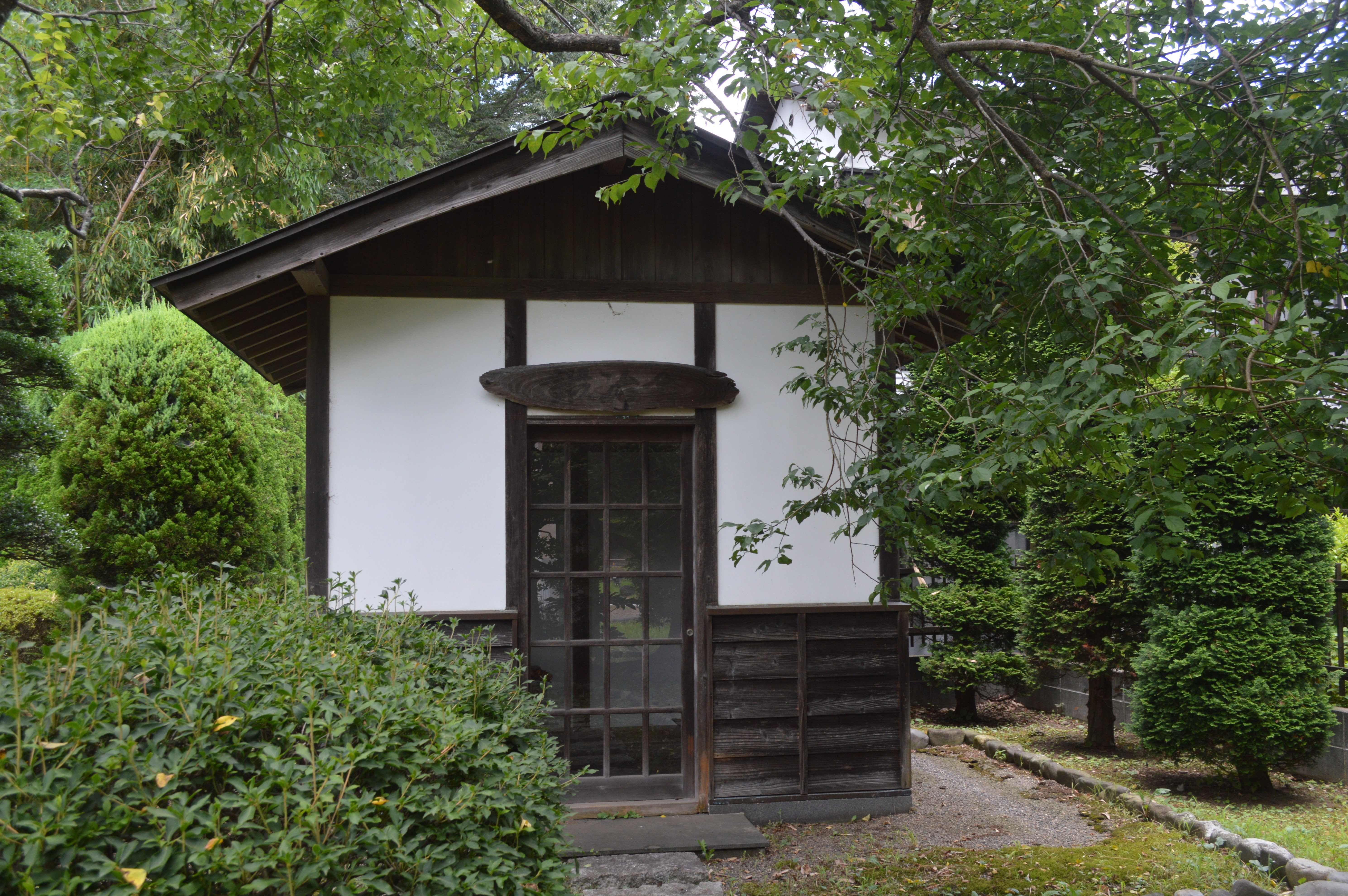
鍛冶舎
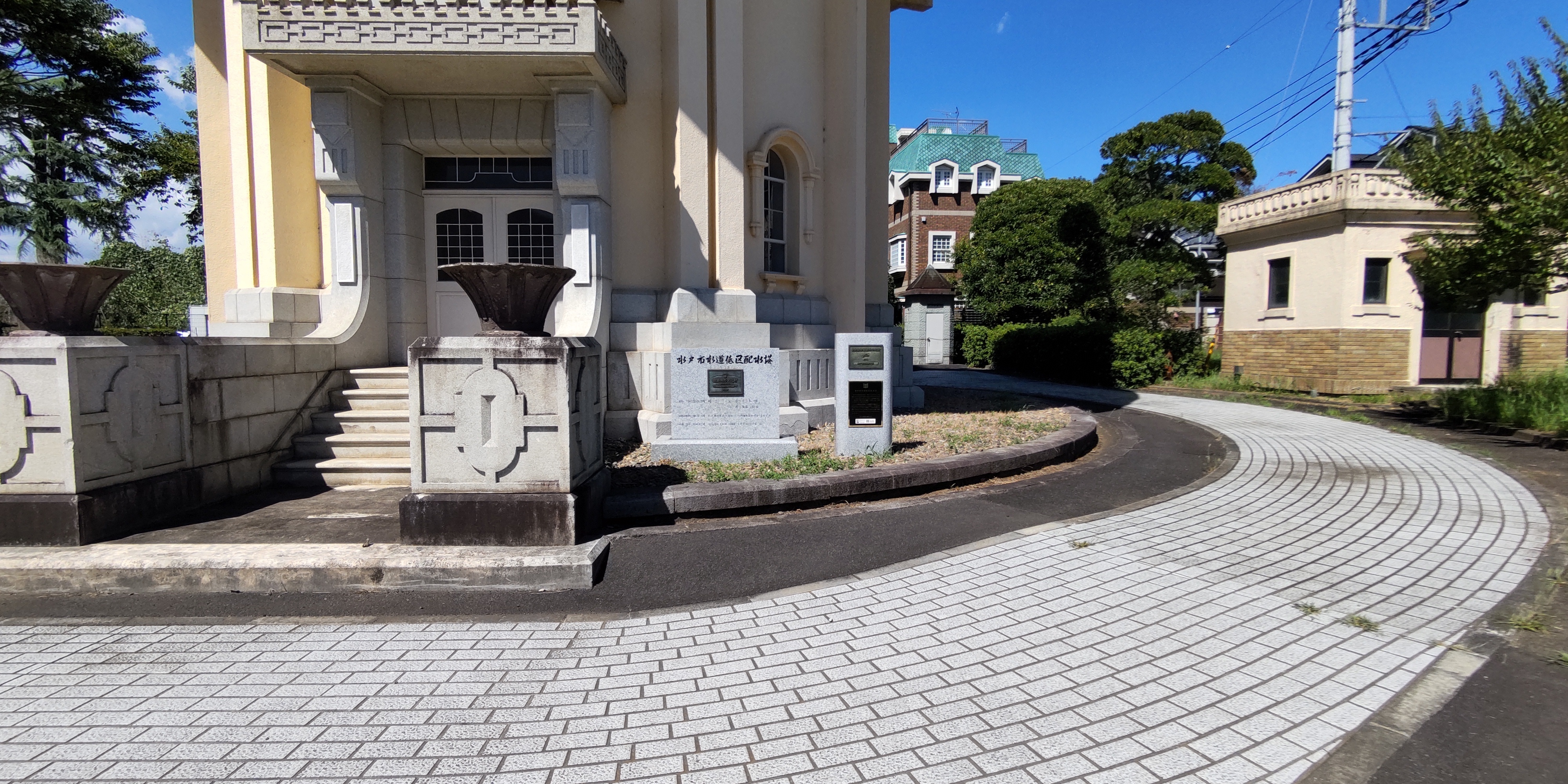
国登録有形文化財レリーフ碑（左）、土木学会選奨土木遺産レリーフ碑（右）
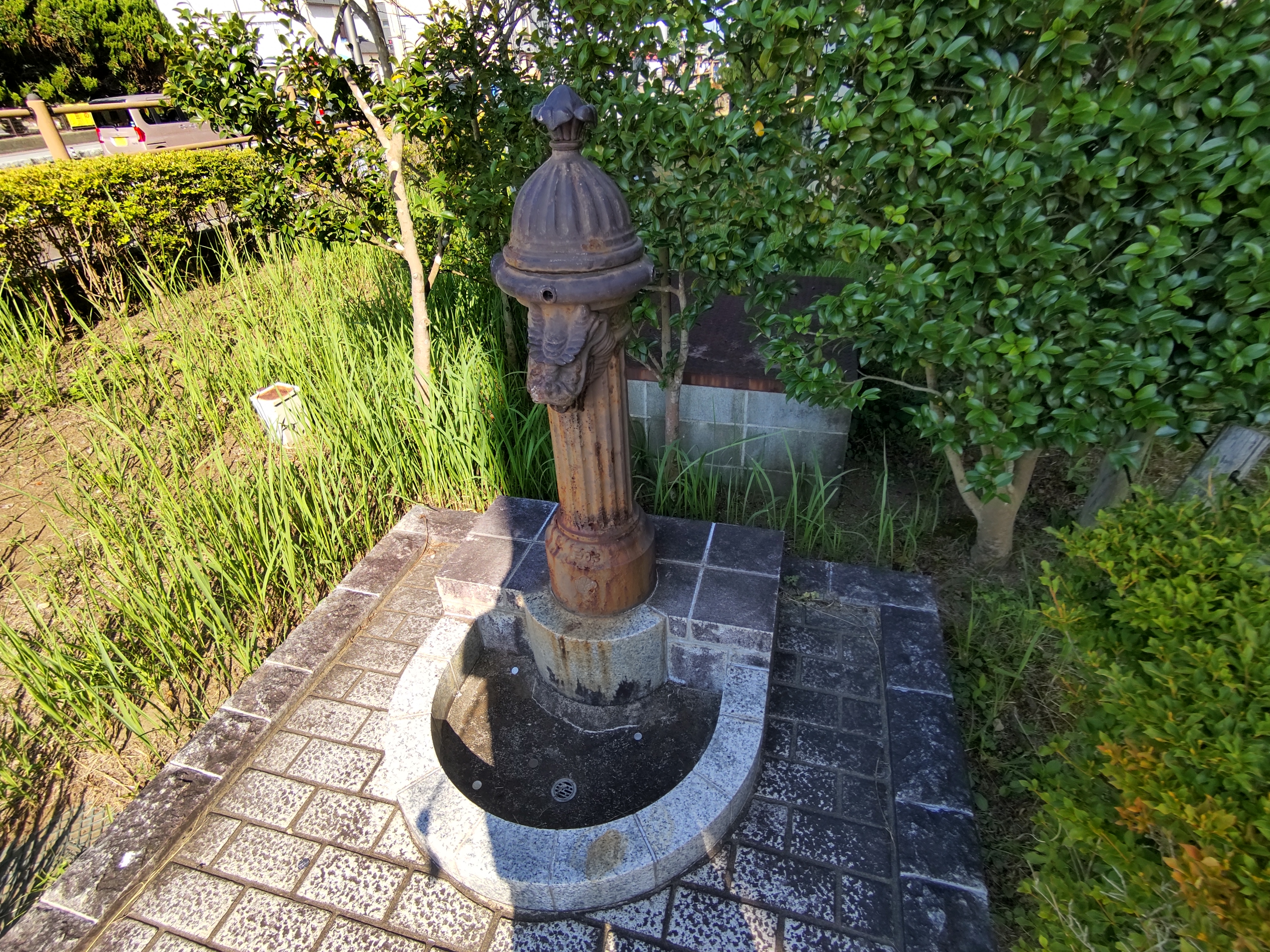
竜頭共用栓（レプリカ）
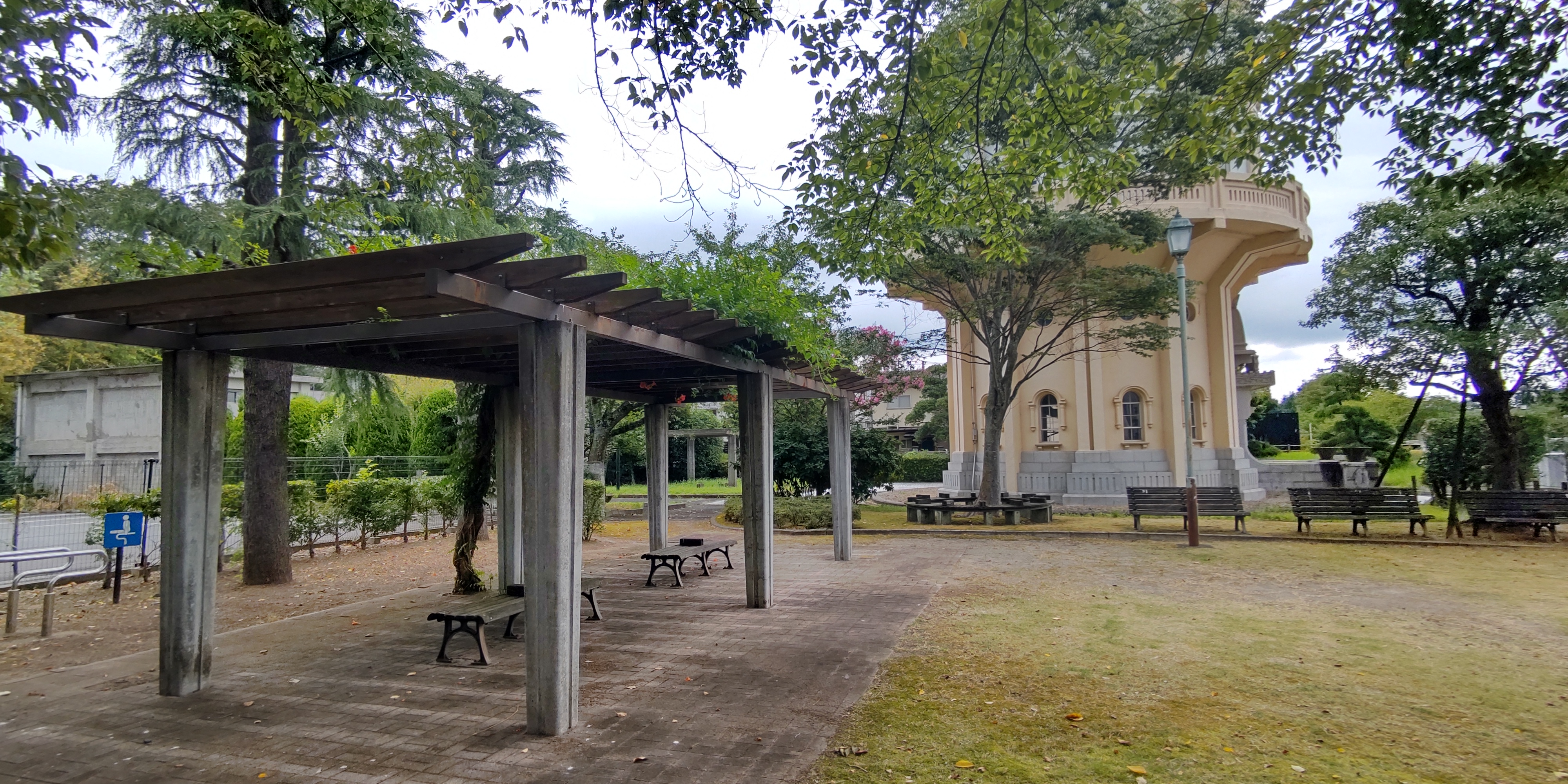
三の丸緑地

## 評価
「近代水道百選」に選出
1985年（昭和60年）5月27日、「芦山浄水場と配水塔」として「近代水道百選」に選出される。芦山浄水場、高区配水塔とあわせて、その優れた意匠を評価された。

国の「登録有形文化財」に登録
1996年（平成8年）12月20日、「文化財登録制度」に基づく登録有形文化財に登録された。登録有形文化財制度は同年に導入されたばかりの制度であり、第1回の登録では茨城県から水戸市水道低区配水塔と県立水戸商業高校旧本館玄関の2施設が選ばれた。登録番号は「第08-0002号」（茨城県における第2号）である。茨城県教育委員会は、文化財としての独自の特色として、レリーフや窓に特徴的に見られる洋風のデザインを挙げるとともに、そのデザインが建築家ではなく水道技師自らが手掛けたことを挙げている。また文化財として登録された1996年当時は、まだ、水道施設として現役で稼働が行われていたことも評価されるべき点となっていた。

ヘリテージング100選に選定
2006年（平成18年）、毎日新聞は観光で楽しむことのできる日本各地の近代遺産（ヘリテージ）についてが読者からの推薦を求め、それに基づき「ヘリテージング100選」を決定した。低区配水塔は、ファンタジー童話に登場する「王冠」のような屋根が高く評価され、牛久市にあるシャトーカミヤとともに百選に選出されている。

「平成26年度（2014年度）土木学会選奨土木遺産」に選定
2014年（平成26年）3月には土木学会の創立100周年記念事業として「土木コレクション2014 in いばらきHANDS＋EYES」が開催され、水戸市水道低区配水塔の設計図も紹介された。同年10月、土木学会は、橋梁や鉄道などの歴史的な土木構造物を遺産として認定する「土木学会選奨土木遺産」に、低区配水塔を選出した。土木学会は、この施設が、鋼製水槽を有する鉄筋コンクリート構造の構造物であるとともに、市民の思いが込められた施設であると紹介している。

## 交通アクセス
- JR水戸駅から徒歩約15分[46]